# Nill De Pauw
Nill De Pauw (Kinshasa, 6 de janeiro de 1990) é um futebolista profissional belga-congolês que atua como atacante.

## Carreira
Nill De Pauw começou a carreira no Lokeren.